# NGC 5385
NGC 5385 ist ein Asterismus von etwa einem Dutzend Sternen im Kleinen Bären. Das Objekt figurierte als Kandidat für den Überrest eines Offenen Sternhaufens. Eine im Jahr 2004 publizierte photometrische, astrometrische und spektroskopische Untersuchung von Carraro et al. zeigt jedoch, dass es sich eher um eine zufällige Anordnung von galaktischen Feldsternen handelt. Der Eintrag im New General Catalogue durch Dreyer geht auf eine Beobachtung von John Herschel am 5. Mai 1831 im Rahmen seiner Himmelsdurchmusterung zurück.